# Cyanopepla chloe
Cyanopepla chloe là một loài bướm đêm thuộc phân họ Arctiinae, họ Erebidae.